# Euphorbia sendaica
Euphorbia sendaica är en törelväxtart som beskrevs av Tomitaro Makino. Euphorbia sendaica ingår i släktet törlar, och familjen törelväxter. Inga underarter finns listade i Catalogue of Life.